# William Powell Frith

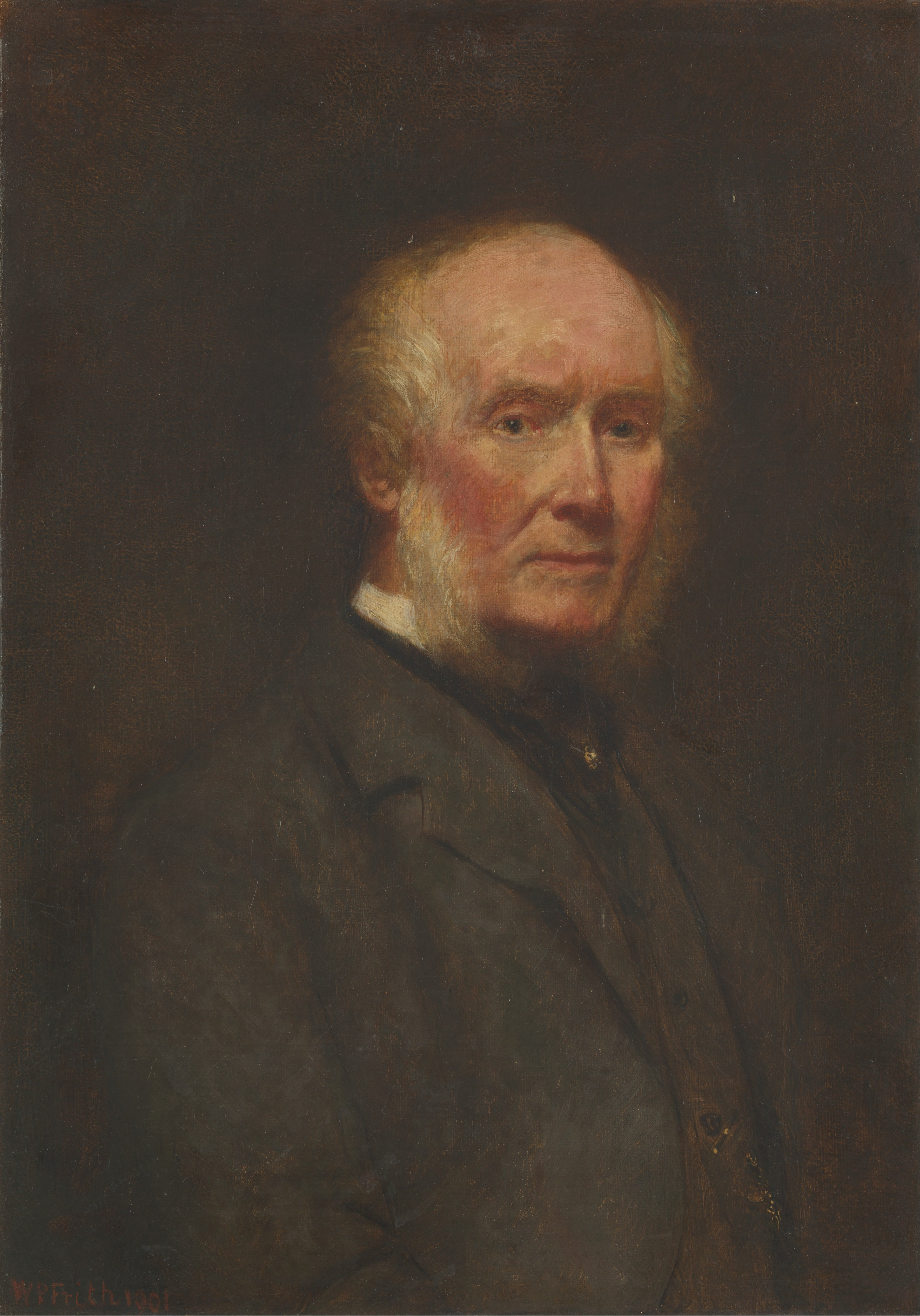
Autorretrato a la edad de 83 años

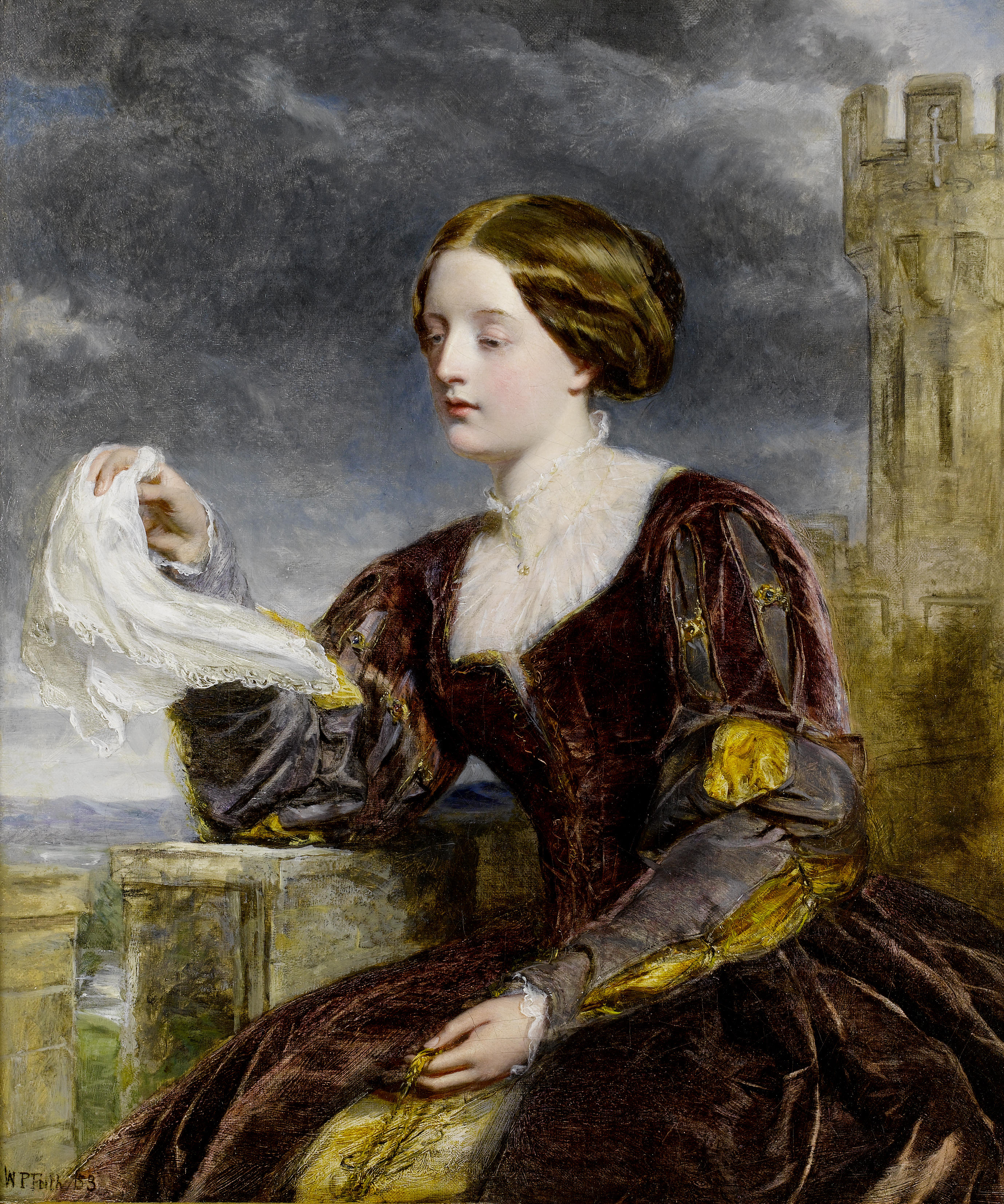
La señal, 1858

William Powell Frith (19 de enero de 1819 – 9 de noviembre de 1909) fue un pintor inglés. Este artista se especializó en temas de género y obras narrativas panorámicas de la vida en la época victoriana. Fue elegido miembro de la Real Academia de Artes en 1853, presentando la obra The Sleeping Model (en español: «la modelo durmiente») en el examen para obtener el diploma. Ha sido descrito como «el más grande pintor británico de la escena social desde Hogarth».

## Vida y carrera
Nació en Aldfield, Yorkshire del Norte; en su juventud su padre, un hotelero en Harrogate, le alentó a interesarse por el arte. Se trasladó a Londres en 1835, donde comenzó sus estudios formales de arte en la Academia de Sass en Charlotte Street, antes de asistir a la Royal Academy Schools. Frith comenzó su carrera como pintor de retratos y expuso por primera vez en el Instituto Británico en 1838. En la década de 1840 sus obras se basan a menudo en la producción literaria de escritores como Charles Dickens, cuyo retrato pintó, y Laurence Sterne.
Fue miembro de The Clique, al que también perteneció Richard Dadd. La principal influencia sobre sus obras fueron principalmente los temas domésticos muy populares pintados por Sir David Wilkie. La famosa pintura de Wilkie The Chelsea Pensioners motivó a Frith a crear algunas de sus composiciones más famosas. Siguiendo con el precedente de Wilkie, pero imitando también el trabajo de su amigo Dickens, Frith creó complejas composiciones con múltiples figuras mostrando todo el sistema de clases victoriano, sitios de encuentro y reunión. En Ramsgate Sands, Life at the Seaside (1854) pintó visitantes y  artistas callejeros en esta estación de veraneo marítima. A esta obra le siguió  The Derby Day, donde presenta escenas del público en la Carrera en Epsom Downs, la cual estaba basada en estudios fotográficos realizados por Robert Howlett. Esta obra que data de 1858 fue comprada por Jacob Bell por £1,500. La obra alcanzó tanta fama que se la debió proteger mediante una baranda especial cuando se la expuso en la Royal Academy of Arts. Otra pintura muy afamada es The Railway Station, una escena de la estación de Paddington. En 1865 fue elegido para pintar el Casamiento del Príncipe de Gales.
Posteriormente pintó dos series de cinco pinturas cada una, relatando historias morales a la manera de William Hogarth. Las mismas son el Camino a la ruina (1878), sobre los peligros del juego, y la Carrera hacia la riqueza (1880) sobre la especulación financiera desmedida. En 1890 se retiró de la Royal Academy pero continuó exponiendo hasta 1902.
Frith fue un tradicionalista que hizo saber su aversión a los movimientos de arte moderno en un par de autobiografías - Mi autobiografía y reminiscencias (1887) y Otras reminiscencias (1888) - entre otros escritos. Además fue un acérrimo enemigo de los Pre-Rafaelitas y del Movimiento esteticista, a los que satirizó en su obra A Private View at the Royal Academy (1883), en el cual se muestra a Oscar Wilde dando una charla sobre arte mientras los amigos de Frith lo observan y desaprueban. El tradicionalista  Frederic Leighton también se encuentra representado en la pintura, que también incluye al pintor de retratos John Everett Millais y al novelista Anthony Trollope.